# Bivacco Davide Salvadori
Il bivacco Davide Salvadori è un bivacco situato nel comune di Corteno Golgi (BS), a 2645 m s.l.m nelle Alpi Orobie nord-orientali. Svolge la funzione di punto di appoggio lungo il Sentiero 4 luglio.

## Storia
Il rifugio è stato voluto e costruito nella primavera 1994 dalla famiglia Salvadori, in collaborazione con CAI di Santicolo, U.S. Corteno Golgi e numerosi volontari in memoria del giovane Davide Salvadori, perito in un incidente stradale nell'autunno 1992.
Per volontà dei genitori, il nome della struttura è "Bivacco Davide", e così appare su cartelli e mappe ufficiali.

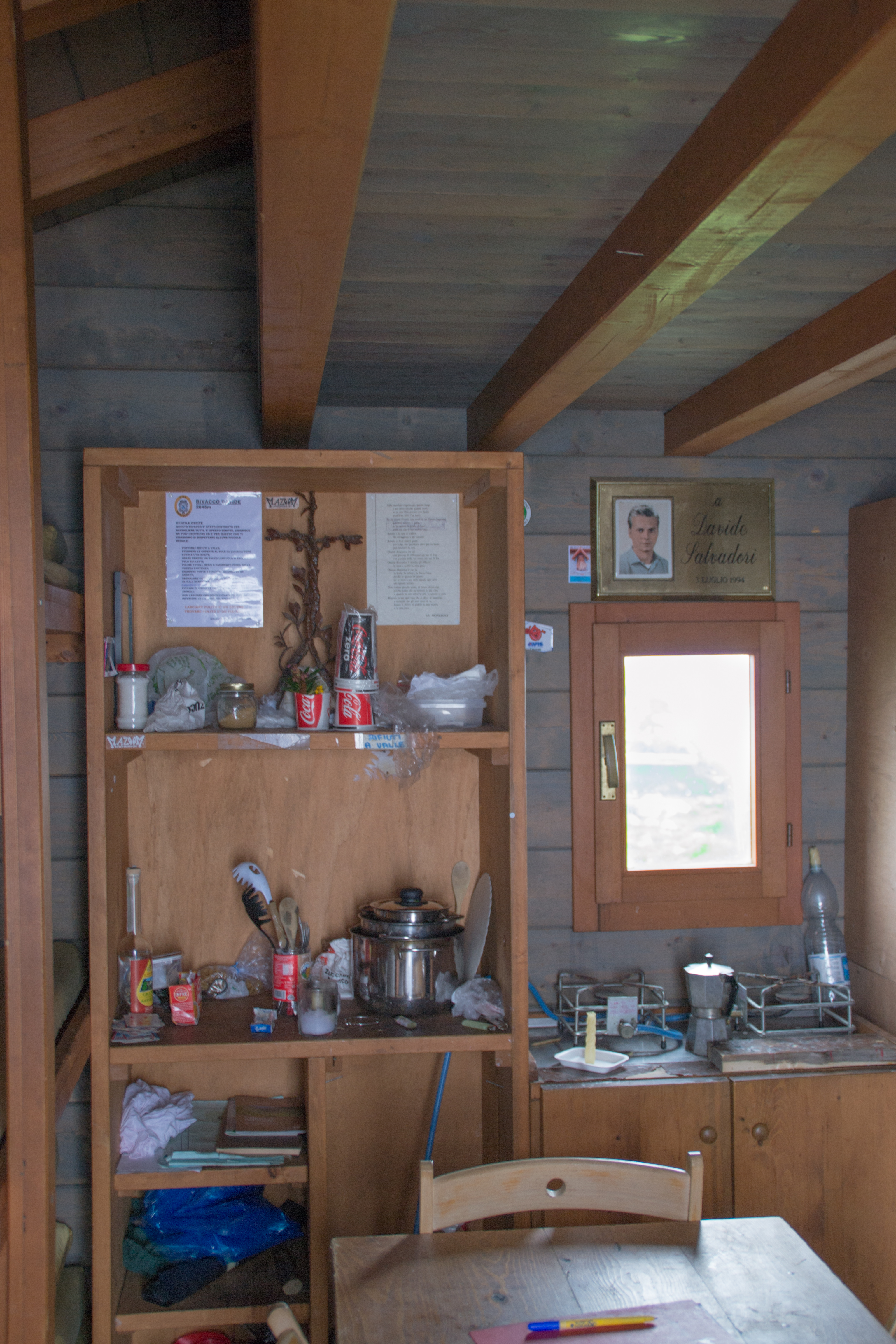
Piano cottura e armadio attrezzi

## Caratteristiche
Il bivacco è ubicato a 2645 m s.l.m. presso il Passo del Torsoleto, che mette in comunicazione la Val Paisco con la Val Brandet.
È una solida costruzione in legno ricoperta di lamiera. All'interno si trovano 12 cuccette, coperte di lana, ciabatte, taniche, pentolame e un piccolo fornello a GPL alimentato con cartucce da forare (consigliato premunirsene prima della partenza). L'acqua è reperibile presso il Rifugio Torsoleto, oppure scendendo per 15 minuti verso la Val Brandet in direzione del Lago di Pìcol.

## Accessi
Gli accessi principali sono da nord, segnatamente dalle Valli di Sant'Antonio in comune di  Corteno Golgi. Quello più diretto è dalla Val Brandet via Malga Casazza (1474) e Lago di Pìcol (2378). Altri due sono lungo l'Alta Via n. 7 - Sentiero 4 luglio: il primo da nord-ovest via Val Campovecchio, malga Culvègla (1830) e Passo Sèllero (2438); il secondo da nord-est via Piz Tri (2308) e Passo Salina (2433). I tempi di percorrenza sono di diverse ore. Per i dettagli e tutte le indicazioni specifiche si consultino il pieghevole dedicato al Bivacco Davide (disponibile presso i punti informativi di Corteno Golgi) e le cartine escursionistiche.
L'accesso da sud avviene partendo dall'abitato di Loveno (BS), situato a 1290 m s.l.m.. Si segue il sentiero con segnavia 160 che inizialmente si sviluppa in un bosco, per proseguire tra pascoli. A quota 2010 m s.l.m. è possibile proseguire per due vie: a destra la più breve e ripida, a sinistra la più lunga e agevole. Quest'ultima passa per il Rifugio Torsoleto, situato a quota 2390 m s.l.m. Il tempo di percorrenza per entrambe le vie è di circa 4 ore in salita e 3 ore in discesa. La difficoltà è E.

## Galleria d'immagini

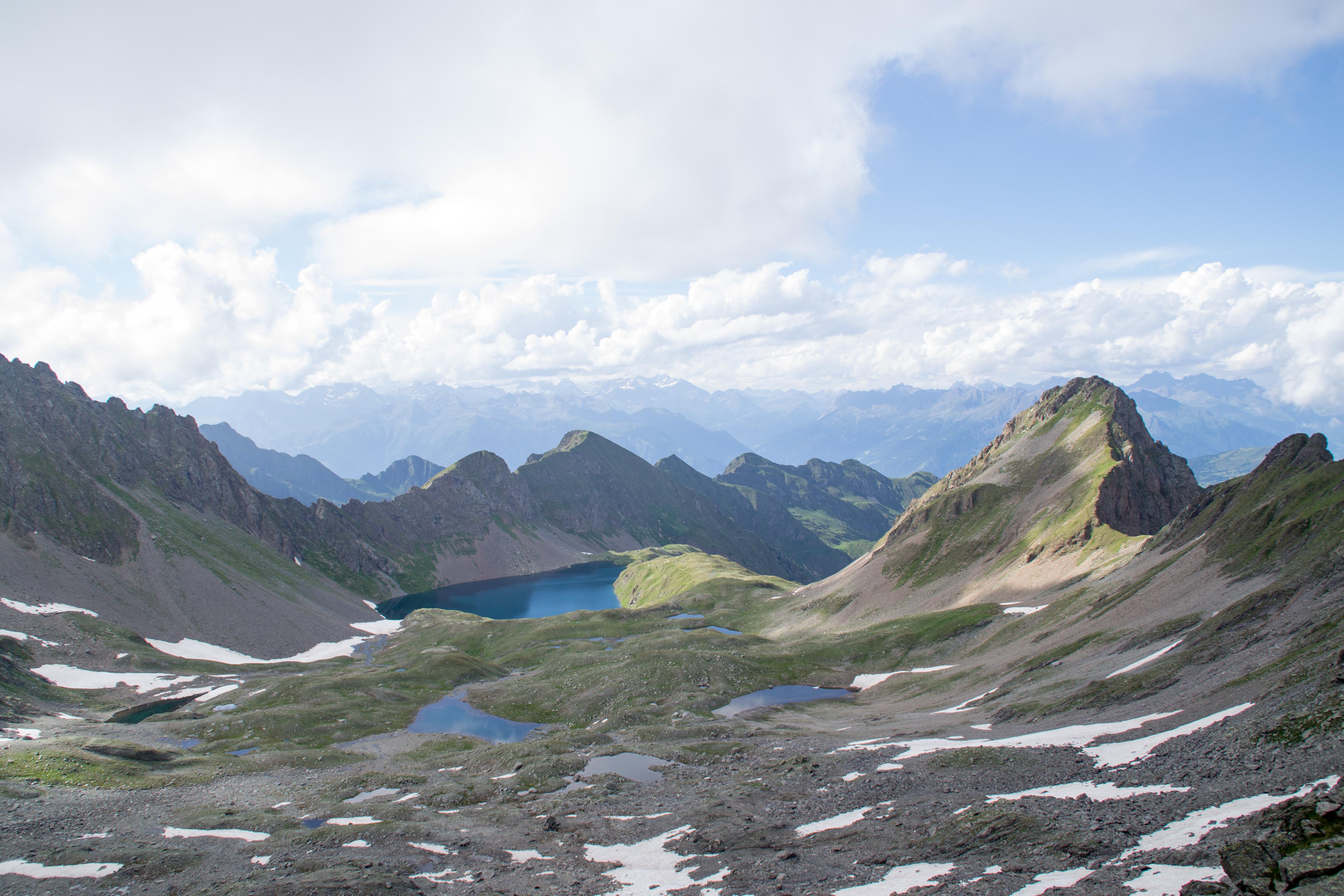
Val Brandet e lago di Picol visti dal bivacco
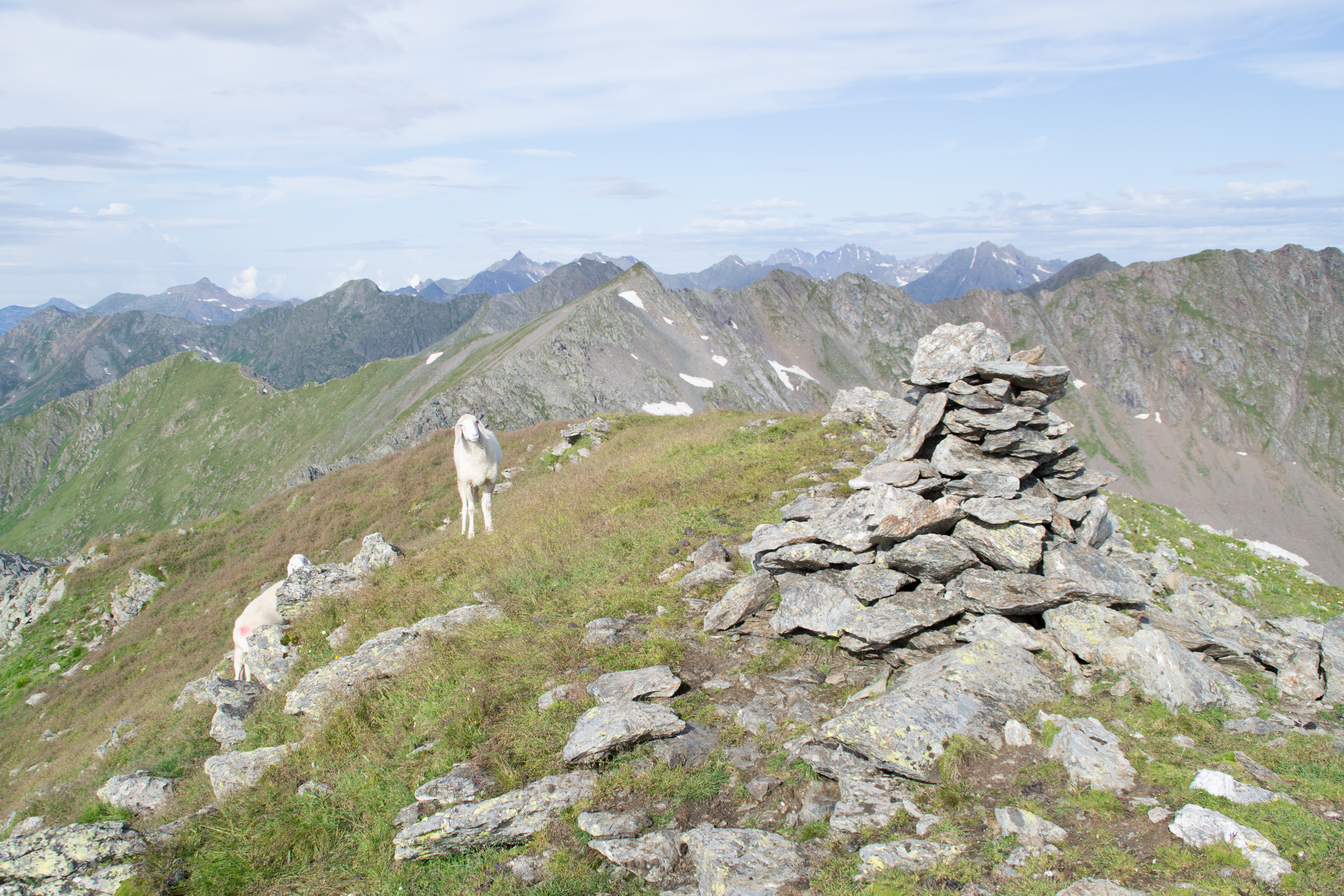
Cima del monte Torsoleto
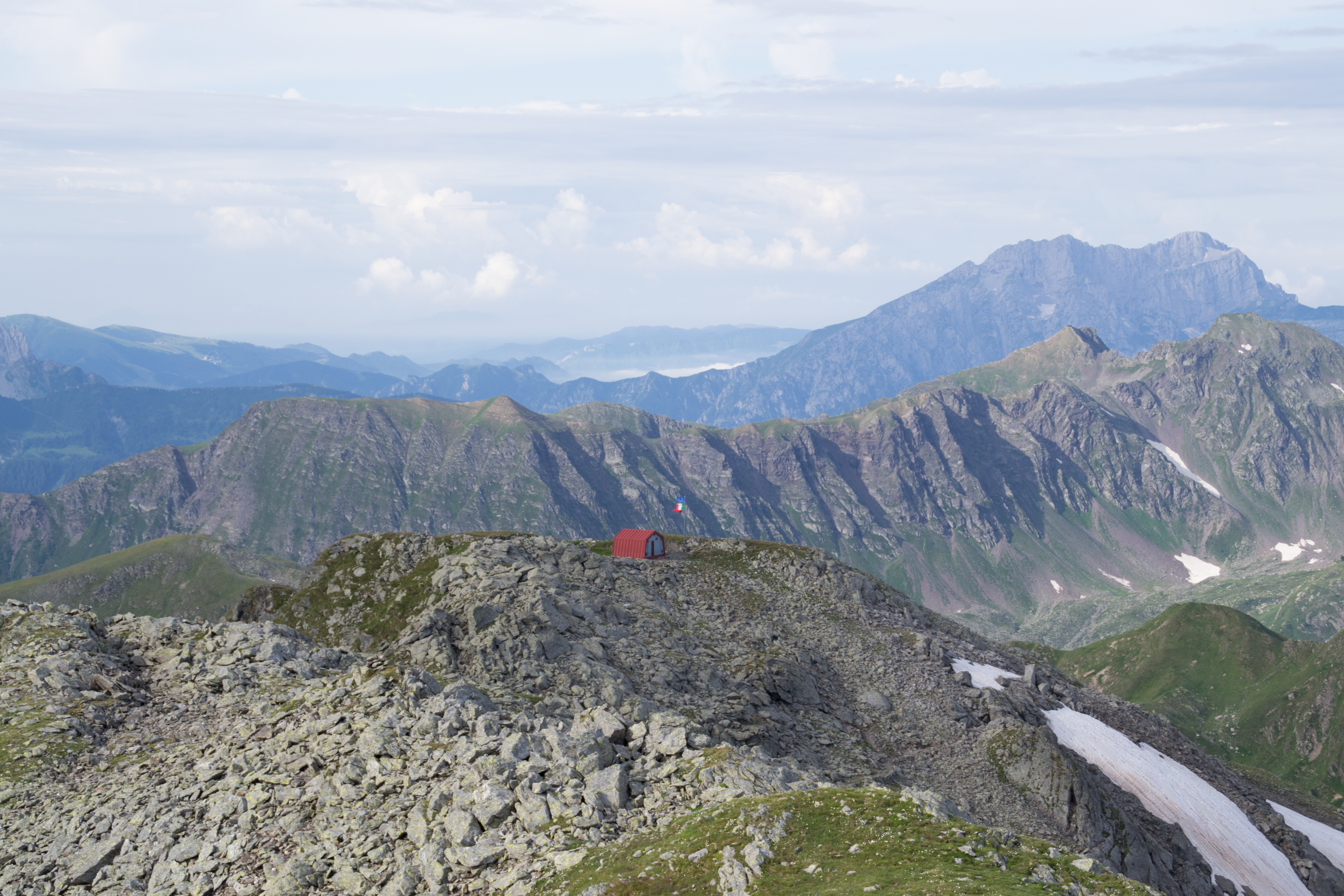
Vista del bivacco dal monte Torsoleto

## Ascensioni
- Monte Torsoleto (2708 m s.l.m.)
- Monte Sellero (2744 m s.l.m.)